# Шотландський симфонічний оркестр BBC
Шотландський симфонічний оркестр BBC (англ. BBC Scottish Symphony Orchestra) — радіоансамбль BBC, шотландський симфонічний оркестр, що базується в Глазго. Був заснований в 1935 р. композитором і диригентом Єном Вайтом, який керував музичними програмами шотландського відділення радіостанції BBC. Протягом перших п'ятнадцяти років оркестром керував інший ентузіаст розвитку симфонічної музики в Шотландії, Гай Уоррак, а потім Вайт пішов з поста в BBC для того, щоб зосередитися повністю на роботі оркестру.
Оркестр довгі роки здійснював широку гастрольну програму всередині Шотландії, вносячи значний внесок у пропаганду академічної музики в країні. Він також записав 28 дисків для серії записів лейблу Hyperion Records «Романтичні фортепіанні концерти»: з оркестром в цій серії записувалися Марк Андре Амлен, Стівен Кумс, Дмитро Алексєєв, Пірс Лейн, Стівен Осборн, Сета Таніель, Пітер Донохоу, Хеміш Мілн та інші помітні піаністи.

## Головні диригенти
- 1935—1946: Гай Воррак
- 1946—1960: Єн Вайт
- 1960—1965: Норман Дель Мар
- 1965—1971: Джеймс Лакран
- 1971—1977: Крістофер Сімен
- 1978—1980: Карл Антон Рікенбахер
- 1983—1993: Єжи Максимюк
- 1996—2002: Осмо Вянскя
- З 2003 р.: Ілан Волков